# Hunya
Hunya è un comune dell'Ungheria di 798 abitanti (dati 2001) . È situato nella contea di Békés.